# Skalsko, Gabrovo
Skalsko (în bulgară Скалско) este un sat în comuna Dreanovo, regiunea Gabrovo,  Bulgaria. 

## Demografie
Componența etnică a satului Skalsko
     Turci (34,56%)
     Bulgari (58,02%)
     Nicio identificare (7,4%)
     Altele (0%)
La recensământul din 2011, populația satului Skalsko era de 81 locuitori. Din punct de vedere etnic, majoritatea locuitorilor (58,02%) erau bulgari, cu o minoritate de turci (34,56%). Pentru 7,4% din locuitori nu este cunoscută apartenența etnică.